# Зверев, Виталий Анатольевич
Вита́лий Анато́льевич Зве́рев (3 ноября 1924, Нижний Новгород — 6 марта 2024, Нижний Новгород) — советский и российский учёный-физик и педагог, специалист в области радиофизики, акустики, радиотехники, радиолокации и голографии. Член-корреспондент РАН (1979) и её советник (с 2000 года), главный научный сотрудник Института прикладной физики РАН (Нижний Новгород). Лауреат Государственной премии СССР (1985).

## Биография
Окончил радиофизический факультет Горьковского государственного университета (1950). С 1950 по 1954 год обучался в аспирантуре ГГУ. В 1954 году под руководством Г. С. Горелика защитил кандидатскую диссертацию на тему «Фазовый инвариант модулированного колебания».
С 1954 по 1956 год заведовал кафедрой общей физики ГГУ. В 1956 году возглавил отдел Научно-исследовательского радиофизического института. В 1964 году защитил диссертацию на степень доктора физико-математических наук.
В 1977 году переходит на работу в только что созданный Институте прикладной физики АН СССР, где до 2000 года возглавлял один из отделов, а также до 1989 года занимал должность заместителя директора по научной работе.
В 1979 году избран членом-корреспондентом АН СССР.
Супруга, Нелли Матвеевна Зверева, умерла в 2020 году. Дочь — Нина Витальевна Зверева.
Умер в Нижнем Новгороде 6 марта 2024 года после продолжительной болезни в возрасте 99 лет. Прощание состоялось на Бугровском кладбище 8 марта в 11:00.
В ноябре 2024 года на стене Института прикладной физики Российской академии наук (ИПФ РАН) в Нижнем Новгороде, где работал Виталий Зверев, открыли мемориальную доску, посвящённую учёному.

## Награды
- Орден Трудового Красного Знамени
- Государственная премия СССР (1985)
- Почётный член Российского акустического общества (2004)[6]
- Почётный профессор ННГУ имени Лобачевского[7]